# Садовський Максим Павлович
Максим Павлович Садовський (11.VIII.1895 — 1977) — радянський інженер. Начальник Київського трамвайного тресту. Директор Харківського електротехнічного інституту (1938—1939), Львівського політехнічного інституту (1939—1941).
Вступив на електротехнічний факультет Харківського технологічного інституту 1928 року, закінчив Харківський електротехнічний інститут 1932 року.
Дружина — Єфросинія Миколаївна (1896—1958), похована поряд із чоловіком на 8-му полі Личаківського цвинтаря у Львові.